# Andrzej Jezierski
Andrzej Jezierski (Grodków, 28 de julio de 1980) es un deportista polaco que compitió en piragüismo en la modalidad de aguas tranquilas. Ganó cinco medallas en el Campeonato Mundial de Piragüismo entre los años 2002 y 2005, y cinco medallas en el Campeonato Europeo de Piragüismo entre los años 2001 y 2005.

## Palmarés internacional
| Campeonato Mundial | Campeonato Mundial           | Campeonato Mundial | Campeonato Mundial |
| Año                | Lugar                        | Medalla            | Competición        |
| ------------------ | ---------------------------- | ------------------ | ------------------ |
| 2002               | Sevilla (España)             | Medalla de oro     | C4 1000 m          |
| 2002               | Sevilla (España)             | Medalla de plata   | C1 200 m           |
| 2003               | Gainesville (Estados Unidos) | Medalla de bronce  | C4 1000 m          |
| 2005               | Zagreb (Croacia)             | Medalla de oro     | C4 1000 m          |
| 2005               | Zagreb (Croacia)             | Medalla de bronce  | C4 500 m           |
| Campeonato Europeo |                              |                    |                    |
| Año                | Lugar                        | Medalla            | Competición        |
| 2001               | Milán (Italia)               | Medalla de bronce  | C4 200 m           |
| 2001               | Milán (Italia)               | Medalla de bronce  | C4 1000 m          |
| 2002               | Szeged (Hungría)             | Medalla de plata   | C1 200 m           |
| 2005               | Poznań (Polonia)             | Medalla de plata   | C4 500 m           |
| 2005               | Poznań (Polonia)             | Medalla de plata   | C4 1000 m          |